# Felüláteresztő szűrő

A felüláteresztő szűrő áramköri jele

A felüláteresztő szűrő olyan áramkör, amely a jel alacsonyfrekvenciás komponenseit kiszűri, és a magasfrekvenciás komponenseket átengedi.
A felüláteresztő szűrőt nevezik még alulvágó szűrőnek is. 

## Felhasználása

### Hangtechnikában
- Erősłtőknél, keverőknél mélyhang szabályozás (RC kör, R helyén szabályozható ellenállás)
- Kétutas hangdobozoknál a magashang leválasztása (LC kör)
- Előkiemelés

### Analóg videotechnikában
- Ha a videójelet aluláteresztő szűrőn vezetjük át, akkor a kép apró részletei élesebbek. Jelentősége a élkiemelésnél van.
- A képszinkronjel leválasztása a videojelről: az felüláteresztő szűrő kimenetén a képjel jelenik meg.
- A függőleges és vízszintes szinkronjel szétválasztása: az alulátersztő szűrő kimenetén a vízszintes szinkronjel jelenik meg.

### Digitális jelfeldolgozás
- Kvantált hangjelen, hangfájlon mélyhang elnyomás
- Kvantált képjelen, képfájlon, videófájlon élkiemelő hatása van. Az élkiemelő eljárások az felüláteresztő szűrőre épülnek.

## Megvalósítása

### RC szűrőként

#### Passzív RC szűrő
A legegyszerűbb felüláteresztő szűrő egy ellenállásból és kondenzátorból áll, az alábbi ábrán feltüntetett kapcsolási elrendezésben:
Törésponti frekvencia:
{\displaystyle f_{0}={\frac {1}{2\pi RC}}}
Fázisforgatás:
{\displaystyle \phi =\arctan {\biggl (}{\frac {1}{\omega RC}}{\biggr )}}
Az erősítés abszolút értéke:
{\displaystyle |A|={\frac {1}{\sqrt {{\biggl (}{\frac {1}{\omega RC}}{\biggr )}^{2}+1}}}}
Ha az igények meredekebb erősítés nővekedést kívánnak a vágási frekvencia közelében, akkor n aluláteresztő szűrőt kapcsolunk sorba:

#### Aktív RC szűrő
Az aktív RC erősítése:
{\displaystyle A={\frac {u_{ki}}{u_{be}}}={\frac {R_{2}}{\sqrt {R_{1}^{2}+X_{C1}^{2}}}}}
A szűrő törésponti frekvenciáját a soros elemek határozzák meg:
{\displaystyle \omega _{0}={\frac {1}{R_{1}C_{1}}}\Longrightarrow f_{0}={\frac {1}{2\pi R_{1}C_{1}}}}
A vágási meredekség növelése érdekében aktív szűrőből tetszőleges mennyiségű szűrőt kapcsolhatunk egymás után.

### LC szűrőként

#### T topológia
T topológiájú felüláteresztő szűrő számítása
{\displaystyle Z_{0(f=\infty )}={\sqrt {\frac {L}{C_{1}+C_{2}}}}}
{\displaystyle f_{0}={\frac {1}{4\pi {\sqrt {L_{1}({\frac {C_{1}}{2}}+{\frac {C_{2}}{2}})}}}}}
{\displaystyle L={\frac {Z_{0}}{2\omega _{0}}}}
{\displaystyle {\frac {C_{1}}{2}}+{\frac {C_{2}}{2}}={\frac {1}{2\omega _{0}Z_{0}}}}

### Programként
```
uint32_t
 
original
[
n
];
 
//Eredeti jelfolyam, 32bit bitmélységgel

uint32_t
 
target
[
n
];
   
//ebben a tömbben jelenik meg a szűrt változat

int
 
i
;

...

//Bemeneti paraméterek:

float
 
delta_T
,
 
R
,
 
C
;

...

float
 
alfa
 
=
 
R
*
C
 
/
 
(
R
*
C
+
delta_T
);

target
[
1
]
=
alfa
*
original
[
1
];

for
(
i
=
2
;
i
<
n
;
i
++
){

   
target
[
i
]
 
=
 
alfa
*
target
[
i
-1
]
+
alfa
*
(
original
[
i
]
-
original
[
i
-1
]);

}

```